# Adhémar d'Alcantara
Adhémar Marie Alphonse d'Alcantara (Brussel, 17 mei 1920 – Lembeke, 7 mei 2012) was een Belgische politicus en bestuurder. Hij was burgemeester en minister voor de CVP.

## Biografie
Adhémar d'Alcantara was een telg uit het geslacht D'Alcantara. Hij was een zoon van Gonzalve d'Alcantara (1874-1953), burgemeester van Lembeke, en Odette Hervé de Saint-Gilles (1887-1961). Hij volgde van 1931 tot 1937 onderwijs aan de Abdijschool van Zevenkerken en promoveerde in 1942 tot doctor in de rechten aan de Katholieke Universiteit Leuven. Beroepshalve was hij beheerder van vennootschappen. Hij was beheerder bij Banco di Roma België, Algemeen Beroepskrediet Gent, Iveco, Honeywell Bell, Condor, Magirus-Deutz, Bank Brussel Lambert en Total België.
Hij stichtte in 1942 in Leuven het Huis Karel de Goede, dat tot doel had Nederlandstalige en Franstalige studenten samen te brengen. Hij ontving hiervoor financiële steun van de Vereniging van de Belgische Adel.
D'Alcantara bekleedde diverse functies voor zijn politieke carrière: van 1943 tot 1944 was hij bestuurssecretaris bij de Nationale Compensatiekas voor Gezinsvergoedingen, van 1944 tot 1946 bestuurssecretaris bij de Diensten van de Eerste Minister, van 1946 tot 1947 directeur van het studiecentrum van de Confederatie van de Middenstand in België, van 1949 tot 1958 adjunct-secretaris van de Centrale Raad voor het Bedrijfsleven, vanaf 1959 secretaris-generaal van het directiecomité van het commissariaat-generaal van de regering bij de Nationale Arbeidstentoonstelling van België, van 1952 tot 1958 attaché op het departement van de Gootmaarschalk van het Koninklijk Hof, van 1960 tot 1966 voorzitter van de Hoge Raad voor Toerisme en Hotelwezen en van 1961 tot 1965 voorzitter van het Economisch en Sociaal Instituut voor de Middenstand.
Hij was ook beheerder van het Economisch en Sociaal Instituut voor de Middenstand, Familiezorg Oost-Vlaanderen, het CM-verbond Gent, de Sociaal-Economische Raad van Vlaanderen en de Landsbond der Christelijke Mutualiteiten. Hij was ook lid van de board of trustees van het United Nations Institute for Training and Research en actief in het Verzet, meer bepaald in de groep Socrates.
D'Alcantara trad in 1947 in het huwelijk met Loïcke Brasier de Thuy (1923-2014). Ze hadden vijf kinderen.

### Nationale politiek
Van 1947 tot 1949 was D'Alcantara kabinetsmedewerker van minister van Economische Zaken Jean Duvieusart. Hij was van 1961 tot 1964 eveneens kabinetschef van premier Théo Lefèvre en tevens secretaris van de ministerraad.
Van 1958 tot 1961 en van 1965 tot 1985 zetelde hij voor het kiesarrondissement Gent-Eeklo in de Kamer van volksvertegenwoordigers en van 1964 tot 1965 was hij als provinciaal senator voor Oost-Vlaanderen lid van de Senaat. Hij vertegenwoordigde de CVP en behoorde tot de middenstandsvleugel van deze partij. In de periode december 1971-oktober 1980 zetelde hij als gevolg van het toen bestaande dubbelmandaat ook in de Cultuurraad voor de Nederlandse Cultuurgemeenschap, die op 7 december 1971 werd geïnstalleerd. Vanaf 21 oktober 1980 tot oktober 1985 was hij lid van de Vlaamse Raad, de opvolger van de Cultuurraad en de voorloper van het huidige Vlaams Parlement.
D'Alcantara was van 1965 tot 1968 minister van Middenstand in de regering-Harmel I en de daaropvolgende regering-Vanden Boeynants I (1965-1968). Na de verkiezingen van 1968, waarbij de traditionele partijen terrein hadden verloren ten voordele van de nationalistische partijen, werd d'Alcantara op 8 april door koning Boudewijn aangesteld als informateur. Elf dagen later, op 19 april, gaf hij zijn opdracht terug aan de koning vanwege de tegenkanting van de socialisten tegen zijn opdracht om de mogelijkheden tot de vorming van een traditionele driepartijenregering na te gaan.
Van 1971 tot 1985 was hij voorzitter van het Nationaal Politiek Comité van het Nationaal Christelijk Middenstandsverbond (NCMV).
Van 1979 tot 1981 was D'Alcantara ondervoorzitter van de Kamer van volksvertegenwoordigers.

### Burgemeester
D'Alcantara was van 1946 tot 1976 gemeenteraadslid en van 1947 tot 1976 burgemeester van Lembeke. Gedurende zijn bestuursperiode slaagde hij er vaak in de oppositie te overtuigen op zijn lijst te staan, waardoor d'Alcantara geen tegenstand en verkiezingen kende in Lembeke. In 1977 werd Lembeke een deelgemeente van Kaprijke. Adhémar d'Alcantara was zo de laatste burgemeester van Lembeke. Eind 1976 moest hij in de fusiegemeente Kaprijke wel deelnemen aan de verkiezingen en verloor daar van de Kaprijkse burgemeester Albert Windey. d'Alcantara trok zich een bestuursperiode terug uit de politiek, maar keerde na de verkiezingen van 1982 terug en werd eerste schepen in Kaprijke. Hij bleef nog tot in 1994 aan politiek doen.
Zijn oom en zijn vader waren voor hem burgemeester van dezelfde gemeente:
- Graaf Carlos d'Alcantara (Warluis, 1869 - Montreal, 1926), die naar Canada uitweek, waar uitgebreid nageslacht van hem woont.
- Graaf Gonzalès d'Alcantara (Brussel, 1874 - Lembeke, 1953) die vier kinderen had uit zijn huwelijk met Odette de Saint-Gilles (1887-1961). Naast Adhémar was dit onder meer Nathalie d'Alcantara (1914-2007) die trouwde met graaf Jean-Charles Snoy et d'Oppuers.

### Overige
d'Alcantara was van 1985 tot 1997 voorzitter van het Koninklijk Gesticht van Mesen.

### Onderscheidingen
- Burgerlijke Decoratie voor Daden van Moed, Toewijding en Menselijkheid: Medaille Eerste Klasse - Gouden Medaille
- Gewapende Weerstandsmedaille 1940-1945
- Herinneringsmedaille van de Oorlog 1940-1945
- Grootofficier in de Orde van Leopold II